# Elecciones generales del Reino Unido de enero de 1910
Las elecciones generales del Reino Unido de enero de 1910 se realizaron el desde el 15 de enero al 10 de febrero de 1910. Se produjo un parlamento sin mayoría, manteniéndose H. H. Asquith como primer ministro, convocándose nuevamente a elecciones en diciembre del mismo año.

## Resultados
| Partido                                 | Votos     | Escaños | +/−   | %    |
| --------------------------------------- | --------- | ------- | ----- | ---- |
| Partido Conservador y Liberal Unionista | 2 919 236 | 272     | + 116 | 46,8 |
| Partido Liberal                         | 2 712 511 | 274     | - 122 | 43,5 |
| Partido Laborista                       | 435.770   | 40      | + 11  | 7,0  |
| Partido Parlamentario Irlandés          | 114.185   | 82      | - 1   | 1,9  |
| Federación Socialdemócrata              | 13.479    | 0       |       | 0,2  |
| Conservadores independientes            | 11.772    | 1       |       | 0,2  |
| Free Trader                             | 11.553    | 1       |       | 0,2  |
| Laboristas independientes               | 9.936     | 0       | - 1   | 0,1  |
| Liberales independientes                | 5.237     | 1       | + 1   | 0,1  |